# さるびあ丸 (2代)
さるびあ丸（さるびあまる）は、東海汽船が運航していた貨客船。本項目では、1992年就航の2代目を取り扱う。

## 概要
東京 - 伊豆大島 - 神津島航路および東京 - 八丈島航路で使用されている。伊豆諸島島民からは「さる」と呼ばれることもある。
1973年に就航したさるびあ丸 (初代)の代船として、三菱重工業下関造船所で建造され、1992年12月25日に就航した。本船の就航により初代は引退、係船の後、インドネシアに売却された。東海汽船の船舶として初めて5,000総トン級となり、純客船であった初代と比較して貨物搭載量の増加と旅客設備のグレードアップが図られ、初代よりも船客定員は少なくなった。なお本船は就航当時、初代と区別するため、船名を「さるびあ丸2」としていたが、後に現在の船名に改称されている。現在でも船内にはさるびあ丸2の「2」を消した跡が各所に残っている。
2013年現在、特等船室のみにしか設置されていなかったシャワールームが、特等船室使用客以外に利用できるように別途設置された。また、上級船室の追加と2等自由席の混雑時の場所取りによる不公平を無くすことを目的として、すべての座席の指定席化を行ったことにより、全等室予約制となった。そのため、船客定員が大幅に削減された。ただし、船室が満員でも通路やパブリックスペース、または外部甲板上で過ごすことも可能であり、俗に言われる「席無し券」を購入しての乗船も可能である。
2002年（平成14年）のすとれちあ丸の引退により、運航区域が沿海区域から近海区域に変更されたため、救命艇設置などの改造工事を受けた。
さるびあ丸（3代）の竣工に伴い、2020年（令和2年）6月25日の東京 - 八丈島航路（東京発）の運航をもって引退した。
2020年12月20日からは、パナマ船籍「MV Bay One」となり、バングラデシュの船会社「Launch Vessel Finder’s Bangladesh」が運航するコックスバザール - セントマーティン島間の定期航路に就航している。

## 船内設備

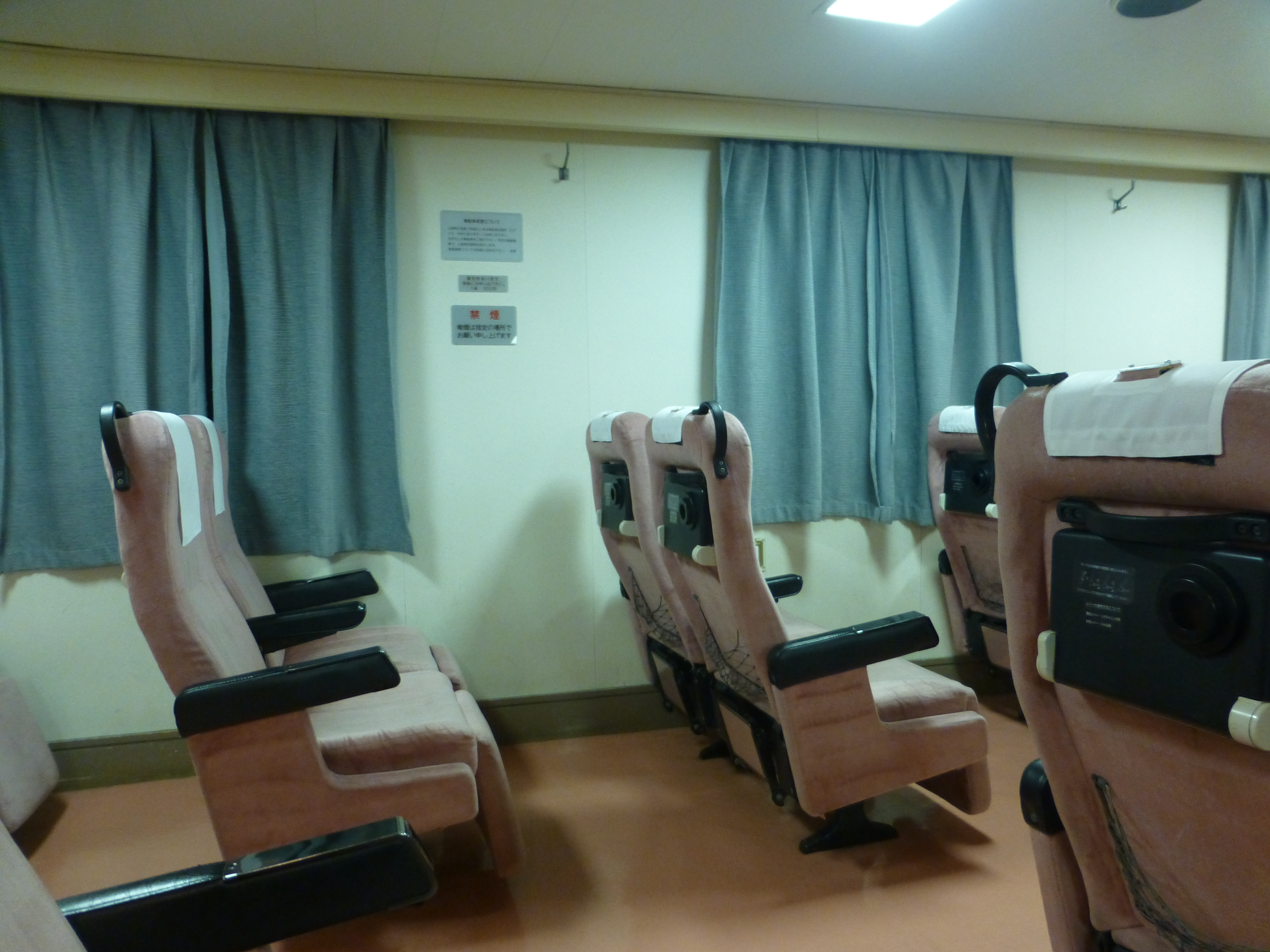
さるびあ丸の2等椅子席

さるびあ丸の船内設備は以下の通りである。

### 船室
- 特等室
- 特1等室
- 1等室
- 特2等室
- 2等和室
- 2等椅子席

### パブリックスペース

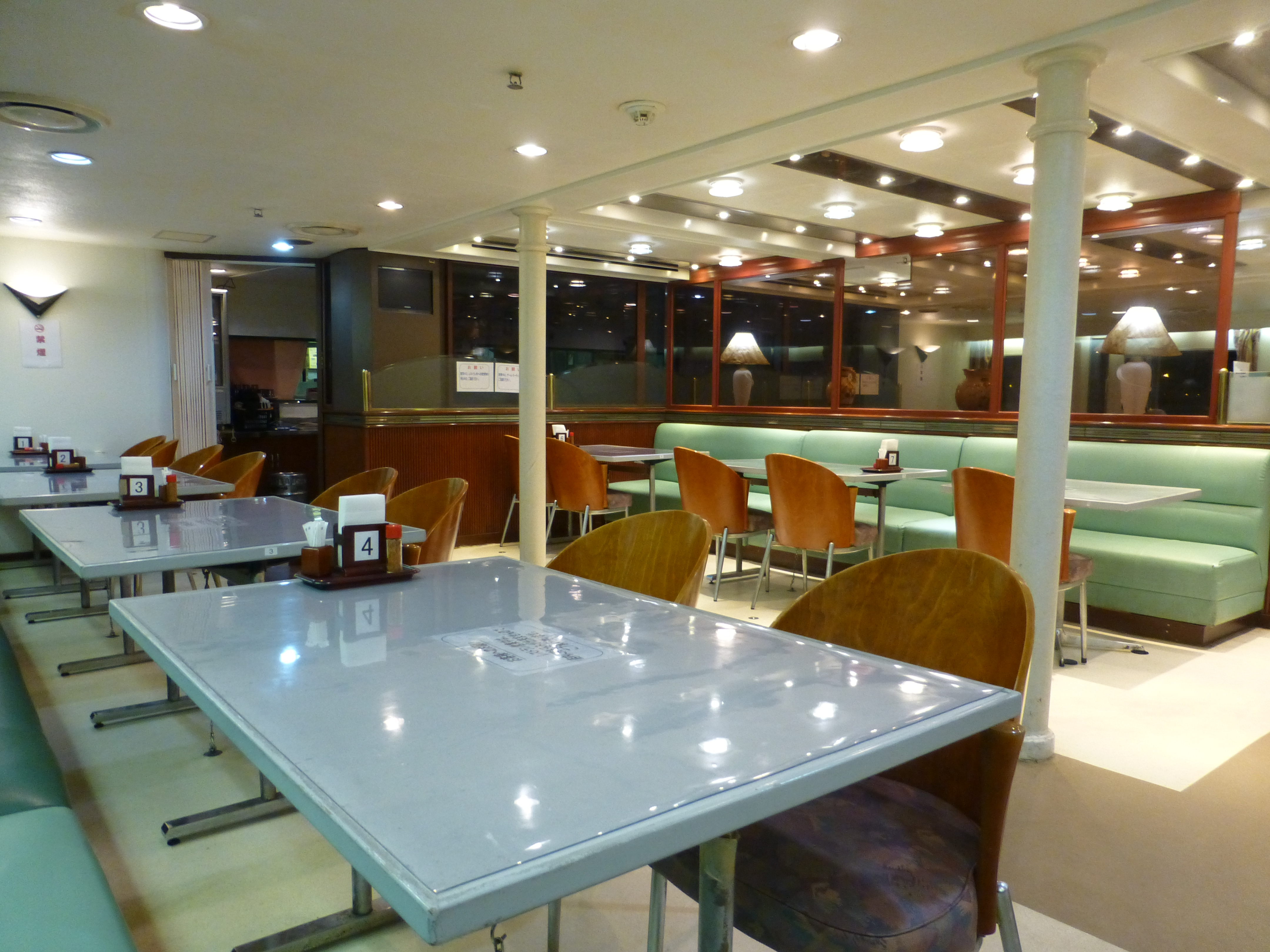
さるびあ丸のレストラン

- 案内所
- レストラン
- 自動販売機
- シャワールーム

## 航路
- 東京 - 大島 - 神津島航路
  - 東京 - 横浜 - 伊豆大島 - 利島 - 新島 - 式根島 - 神津島
    - 横浜港寄港は、7月と8月を除く往路金・土曜日、復路土・日曜日であるが、東京 - 横浜間のみの利用も可能である[5]。
- 東京 - 三宅島 - 御蔵島 - 八丈島航路
  - 東京 - 三宅島 - 御蔵島 - 八丈島
    - 小笠原海運が新船（TSL）を導入した際にはおがさわら丸に代わる計画もあったが父島航路高速化断念を受けて計画自体が消えてしまった。
    - 東海汽船での最終航海は本航路であったが、上り便の御蔵島は高波のため欠航となった。
- 東京湾納涼船
  - 夏期のみ季節運航[6]。東京港・竹芝桟橋から東京湾を巡って竹芝桟橋に戻る。浴衣着用の場合は料金が割引になるほか、浴衣姿で踊る「ゆかたダンサーズ」が船内を盛り上げるなど浴衣にこだわっているのが特色。